# Anja Althaus
Anja Althaus (n. 3 septembrie 1982 în Magdeburg) este o fostă jucătoare profesionistă germană de handbal care a evoluat pentru Viborg HK și echipa națională de handbal feminin a Germaniei. A câștigat Liga Campionilor EHF Feminin cu Viborg în sezoanele 2008/2009 și 2009/2010.
Althaus a debutat în naționala Germaniei în 2002. Cu echipa germană, Althaus a câștigat medalia de bronz în 2007, la Campionatul Mondial de Handbal Feminin din Franța. A participat și la Jocurile Olimpice de vară din 2008, desfășurate la Beijing, unde echipa Germaniei a terminat a unsprezecea.  Althaus a semnat un contract cu Thüringer HC pentru sezonul 2012-2013 astfel la finalul acestui sezon 2011-2012 Althaus a părăsit Viborg HK.

## Palmares
- Liga Campionilor EHF:
  -  Câștigătoare: 2009, 2010, 2018
  - Finalistă: 2017

- Bundesliga:
  - Câștigătoare: 2003, 2013, 2014

- Cupa DHB:
  -  Câștigătoare: 2013

- Campionatul Danez:
  - Câștigătoare: 2008, 2009, 2010

- Cupa Danemarcei:
  -  Câștigătoare: 2007, 2008

- Nemzeti Bajnokság I:
  - Câștigătoare: 2018

- Cupa Ungariei:
  -  Câștigătoare: 2018

- Campionatul Macedoniei:
  - Câștigătoare: 2015, 2016, 2017

- Cupa Macedoniei:
  -  Câștigătoare: 2015, 2016, 2017

## Premii individuale
- Cea mai bună apărătoare de la Campionatul European: 2012[4]